# Hydraena cyclops
Hydraena cyclops är en skalbaggsart som beskrevs av Manfred A. Jäch och Díaz 2000. Hydraena cyclops ingår i släktet Hydraena och familjen vattenbrynsbaggar. Inga underarter finns listade i Catalogue of Life.